# Vigolzone
Vigolzone är en ort och kommun i provinsen Piacenza i regionen Emilia-Romagna i Italien. Kommunen hade 4 207 invånare (2018).